# 双龙镇 (黄陵县)
双龙镇，是中华人民共和国陕西省延安市黄陵县下辖的一个乡镇级行政单位。

## 行政区划
双龙镇下辖以下地区：
双龙街村、大院子村、杜洛尾村、香房村、索洛湾村、西峪村、峪村、官庄村、北沟村、石头坡村、南峪口村、河浦村、陕西省上畛子生活区、上畛子林场生活区和大岔林场生活区。